# Millefiori

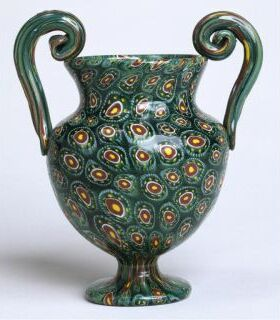

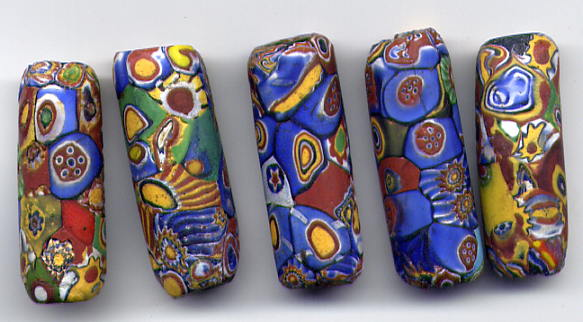

Millefiori (tiếng Ý: [milleˈfjoːri]) là kỹ thuật đúc thủy tinh để tạo ra những hoa văn hay khối màu trang trí cho đồ vật. Thuật ngữ này bắt nguồn từ tiếng Ý, ghép giữa "mille" (hàng nghìn) và "fiori" (bông hoa).
Từ cuối những năm 1980, kỹ thuật millefiori cũng đã được sử dụng trên đất sét polyme và các chất liệu khác. So với kính, tạo hoa văn millefiori trên đất sét polyme đơn giản hơn, và cũng không cần nung nóng để tạo hình.

## Hình ảnh

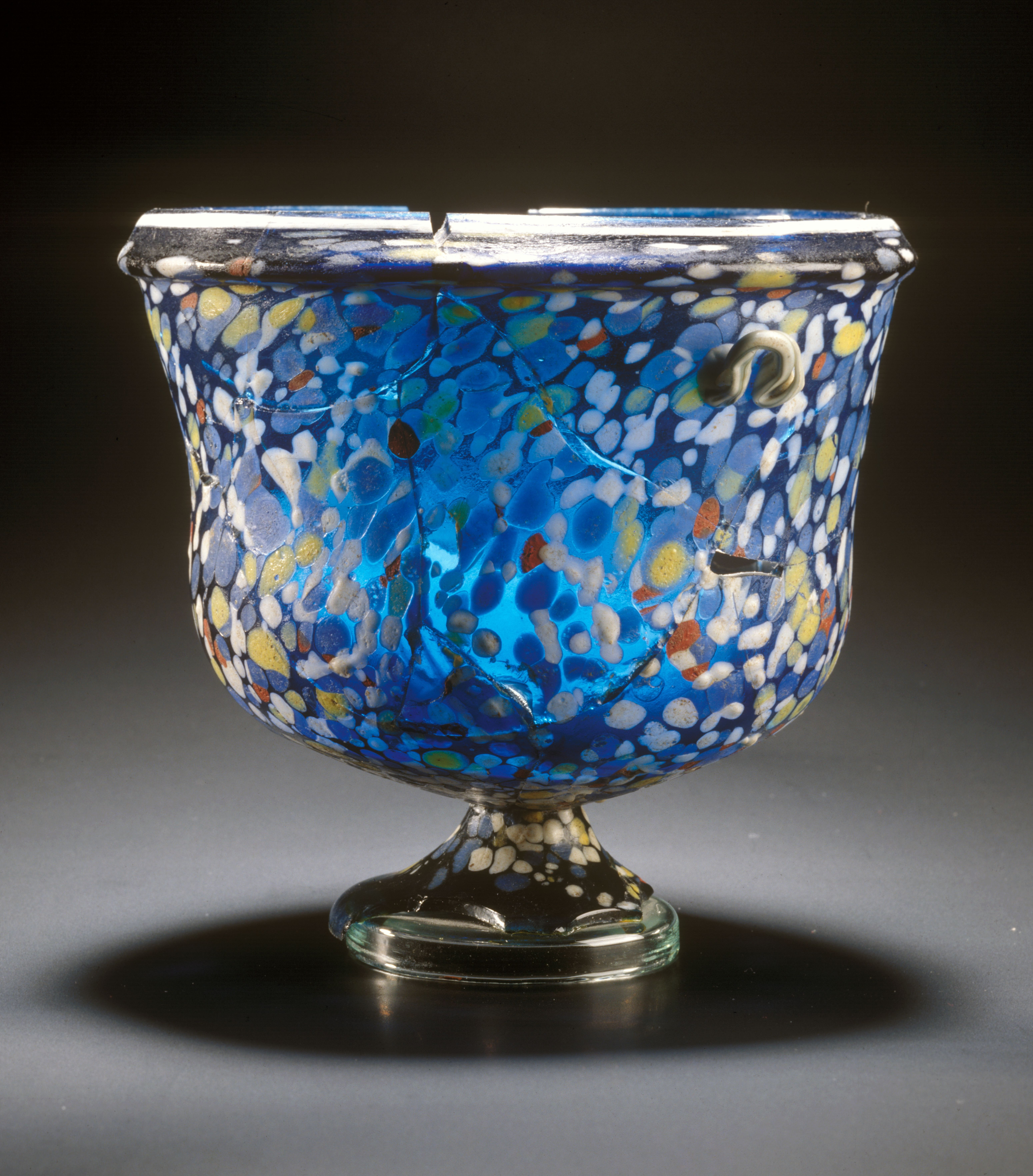
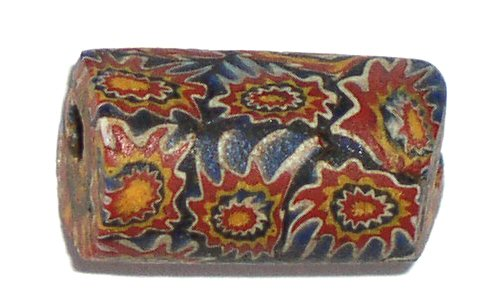
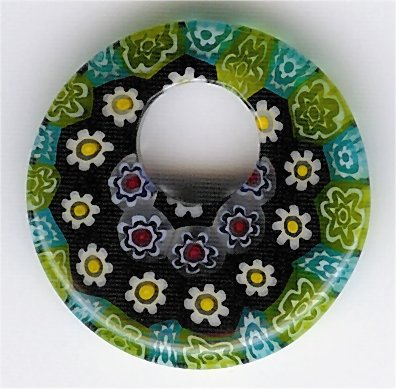